# Août 1940 (guerre mondiale)
Chronologie de la Seconde Guerre mondiale
Juillet 1940 - Août 1940 -  Septembre 1940

## Chronologie
- 1er août : 
  - Une directive d’Hitler demande de mener une guerre aérienne intense contre le Royaume-Uni.
  - Début du mouvement de résistance français Combat.

- 2 août : 
  - Le général de Gaulle est condamné à mort par contumace par le tribunal militaire de la 13e région militaire française siégeant à Clermont-Ferrand.
  - Rationnements sévères en France et en Belgique.
  - Ultimatum japonais à l'amiral Decoux, gouverneur français d'Indochine.

- 3 août : 
  - L'Estonie et la Lituanie deviennent des Républiques soviétiques.

- 4 août : 
  - Les forces italiennes envahissent la Somalie britannique.

- 5 août : 
  - Władysław Sikorski et Winston Churchill signent un accord pour la reconstruction d’une armée polonaise au Royaume-Uni.

- 6 août : 
  - La Lettonie devient une République soviétique.

- 7 août
  - L'Alsace et une partie de la Lorraine sont rattachées au Reich.
  - Accord entre De Gaulle et Churchill sur l'organisation des forces de la France libre. Un pacte est alors scellé entre Churchill et De Gaulle. Par l'accord des Chequers : le Royaume-Uni s'engage à sauvegarder « l'intégrité de toutes les possessions françaises et à la restauration intégrale de l'indépendance et de la grandeur de la France ».

- 8 août : 
  - Arrestation de Léon Blum, Édouard Daladier, du général Gamelin et de Georges Mandel jugés responsables de la défaite de la France.

- 12 août :
  - Premières attaques aériennes de l'Angleterre par la Luftwaffe, prélude au débarquement allemand prévu pour le 17 septembre 1940.

- 13 août : 
  - Pétain annonce aux Français le début de la Révolution nationale.

- 16 août : 
  - Intensification des attaques aériennes allemandes sur le Royaume-Uni.

- 18 août : 
  - Signature d'un traité de défense mutuelle entre le Canada et les États-Unis.

- 19 août : 
  - Les Italiens prennent Berbera, capitale de la Somalie britannique.

- 24 août : 
  - Premier bombardement sur Londres

- 26 août : 
  - Premier bombardement sur Berlin par la Royal Air Force.
  - Le Tchad rallie la France libre du Général de Gaulle.

- 27 août : 
  - Le Cameroun rallie la France libre du général de Gaulle.

- 28 août : 
  - Se fondant sur l'article 19 de l'armistice, les nazis réclament la livraison des Allemands internés dans les camps de la zone libre.
  - Le Congo rallie la France libre du général de Gaulle.

- 29 août : 
  - Création de la Légion française des combattants (LFC), organisation vichyste d'anciens combattants.
  - L'Oubangui-Chari rallie la France libre du général de Gaulle et complète l'Afrique française libre.

- 30 août : 
  - À ce jour, d’après les chiffres officiels, le nombre total de soldats polonais évacués vers le Royaume-Uni s’élève à 19 457.